# 福格尔桑-瓦尔辛
福格尔桑-瓦尔辛（德語：Vogelsang-Warsin）是德国梅克伦堡-前波美拉尼亚州的市镇，隶属于前波美拉尼亚-格赖夫斯瓦尔德县。总面积为63.37平方千米，截至2023年12月31日总人口为387人。